# Semmering Schnellstraße
Die Semmering Schnellstraße S6 ist eine Schnellstraße in Österreich und eine wichtige Nord-Süd-Verbindung. Sie beginnt am Knoten Seebenstein mit der Süd Autobahn A2 und führt über den Semmering-Pass nach Mürzzuschlag. Im Anschluss folgt sie der Mürz bis zum Knoten Bruck an der Mur mit der Brucker Schnellstraße S35. Der letzte Abschnitt verläuft entlang der Mur bis zum Knoten St. Michael mit der Pyhrn Autobahn A9, wo die S6 in die Murtal Schnellstraße S36 einmündet.
Mit einer Länge von 104,9 Kilometern ist sie die längste österreichische Schnellstraße. In Verbindung mit der S36, der Friesacher Straße B317 und der Klagenfurter Schnellstraße S37 stellt sie eine Alternativverbindung zur Süd Autobahn von Wien nach Kärnten dar.

## Allgemeines
Die S 6 steht straßenverkehrsrechtlich im Rang einer Autobahn und ist vignetten- bzw. mautpflichtig. Der Betrieb und die Instandhaltung erfolgt durch die staatliche Autobahnbetreibergesellschaft ASFINAG.
Von km 45,25 bis km 50,00 verläuft die S 6 exakt auf der Trasse der alten B 17.
Vor Fertigstellung einzelner Teilabschnitte der Semmering Schnellstraße wurden die heutigen Landesstraßen parallel zur S 6 als Semmering Ersatzstraße B 306 geführt.
Ein gefährlicher Abschnitt liegt zwischen der Anschlussstelle Leoben-West und dem Knoten St. Michael, da hier schmale Pannenstreifen und enge Kurvenradien vorhanden sind.
Bei großem Besucherandrang zu den Weltcup-Skirennen am Hirschenkogel wird auf niederösterreichischer Seite eine der Fahrbahnen gesperrt und als Parkplatz verwendet, was zu langen Staus führt und die Durchreise behindert.

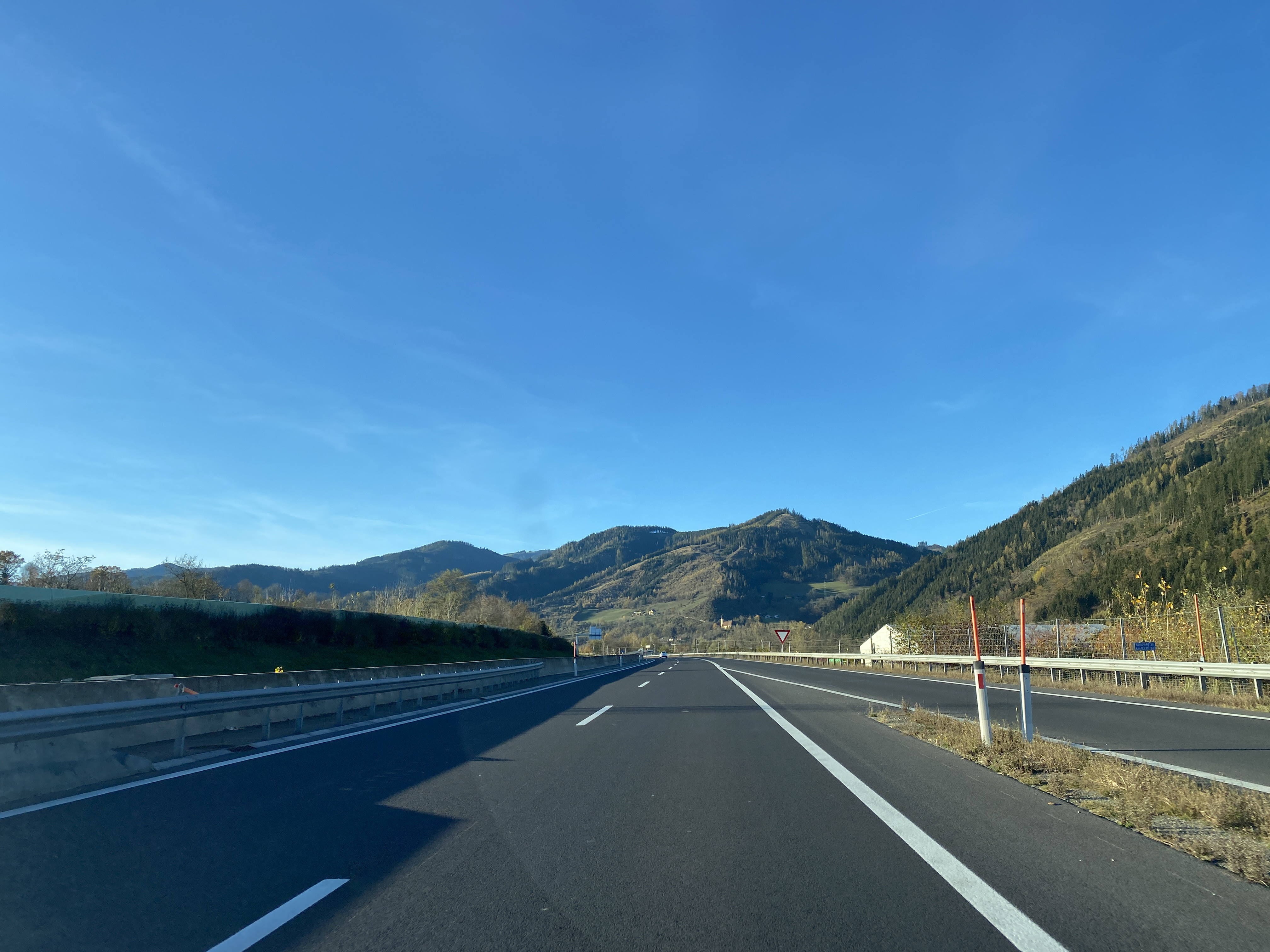
S6 in Fahrtrichtung Westen bei Bruck-West

## Geschichte
Der Ausbau der S6 erfolgte über mehrere Etappen von 1974 bis 2004:
| Eröffnung  | Streckenabschnitt                                         | Länge     |
| ---------- | --------------------------------------------------------- | --------- |
| 13.05.1974 | ASt Leoben Ost – ASt Leoben West (rechte RFB)             | 5,339 km  |
| 30.09.1976 | Knoten Seebenstein – Wartmannstetten                      | 2,986 km  |
| 13.08.1980 | ASt Mürzzuschlag West – HASt Hönigsberg                   | 3,477 km  |
| 25.06.1980 | ASt Mürzzuschlag Ost – ASt Mürzzuschlag West (rechte RFB) | 4,876 km  |
| 18.11.1981 | HAst Kindberg West – ASt St. Marein                       | 8,355 km  |
| 14.11.1983 | ASt St. Marein – Knoten Bruck/Mur                         | 8,658 km  |
| 15.12.1984 | ASt Kindberg Ost – HASt Kindberg West                     | 1,260 km  |
| 03.07.1985 | Wartmannstetten – ASt Gloggnitz                           | 12,979 km |
| 01.12.1985 | HASt Hönigsberg – ASt Krieglach Ost                       | 4,207 km  |
| 01.04.1986 | HASt Seebenstein – Knoten Seebenstein                     | 0,994 km  |
| 19.09.1986 | ASt Bruck/Mur West – ASt Leoben Ost                       | 9,234 km  |
| 01.12.1987 | ASt Leoben Ost – ASt Leoben West (linke RFB)              |           |
| 01.12.1987 | Knoten Bruck/Mur – ASt Bruck/Mur West                     | 4,836 km  |
| 29.06.1989 | ASt Krieglach Ost – ASt Kindberg Ost                      | 11,643 km |
| 06.12.1989 | ASt Gloggnitz – ASt Maria Schutz                          | 7,757 km  |
| 05.06.1990 | ASt Leoben West – St. Michael                             | 5,068 km  |
| 31.10.1990 | St. Michael – Knoten St. Michael                          | 1,541 km  |
| 13.11.2002 | ASt Mürzzuschlag Ost – ASt Mürzzuschlag West (linke RFB)  |           |
| 26.06.2003 | ASt Spital/Semmering – ASt Mürzzuschlag Ost               | 5,500 km  |
| 12.10.2004 | ASt Maria Schutz – ASt Spital/Semmering                   | 6,584 km  |
| 12.10.2004 | HASt Kindberg West – ASt St. Marein (2. RFB)              |           |

## Bauwerke

### Tunnel
Die Schnellstraße führt auf einer Länge von 106 km durch 14 Tunnels (17 km). Die letzte Lücke wurde mit der Freigabe des Semmeringscheiteltunnels im Oktober 2004 geschlossen. Bis dahin rollte der gesamte Verkehr über die Semmering-Passstraße, die in Spitzenzeiten eine Verkehrsdichte von 12.000 Fahrzeugen pro Tag im Ort Semmering hatte.
Insgesamt besteht die Semmering-Tunnelkette aus sechs Autobahn-Tunnels. Diese sind:
- Grasberg-Tunnel, Länge: 352 m
- Eselstein-Tunnel, Länge: 175 m
- Semmering-Scheiteltunnel, Länge: 3,5 km
- Steinhaus-Tunnel, Länge: 1,8 km
- Spital-Tunnel, Länge: 2,5 km
- Ganzstein-Tunnel, Länge: 2,1 km

Die Tunnelserie von Bruck bis Leoben umfasst:
- Tanzenbergtunnel, Länge: 2,5 km
- Bruck, Länge: 1,2 km
- Tunnel St. Ruprecht, Länge: 0,6 km
- Niklasdorftunnel, Länge: 1,3 km
- Massenbergtunnel, Länge: 0,4 km

Da die Tunnels der Tunnelkette Bruck nicht den sicherheitstechnischen Vorschriften entsprechen, müssen sie teilweise noch saniert werden. Den Anfang machte der etwa zwei Kilometer lange Tanzenbergtunnel zwischen Bruck und Kapfenberg (2007–2009). Darauf folgte der Massenbergtunnel bei Leoben, wo die Nordröhre (Richtungsfahrbahn Klagenfurt) eine neue Innenschale mit Weißpigmentbeton erhielt. Dadurch war es nicht nötig eine helle Beschichtung anzubringen. Anfang Mai 2010 wurde die Sanierung des Massenbergtunnels abgeschlossen. Im Juli 2010 folgte die Bahnunterführung Oberaich. Im Jahr 2015 waren alle Sanierungen abgeschlossen und das ganze Projekt abgeschlossen.
Bis Mai 2008 wurde die zweite Röhre des Ganzsteintunnels gebaut. Der Spatenstich dafür erfolgte am 4. Dezember 2005. Nach Fertigstellung der Südröhre wurde die bestehende Nordröhre generalsaniert. Seit 27. März 2009 ist die Sanierung der alten Röhre abgeschlossen und der Ganzsteintunnel zweiröhrig befahrbar. Damit ist die komplette Semmering Schnellstraße durchgehend mit zwei Fahrstreifen pro Fahrtrichtung ausgestattet.

### Brücken

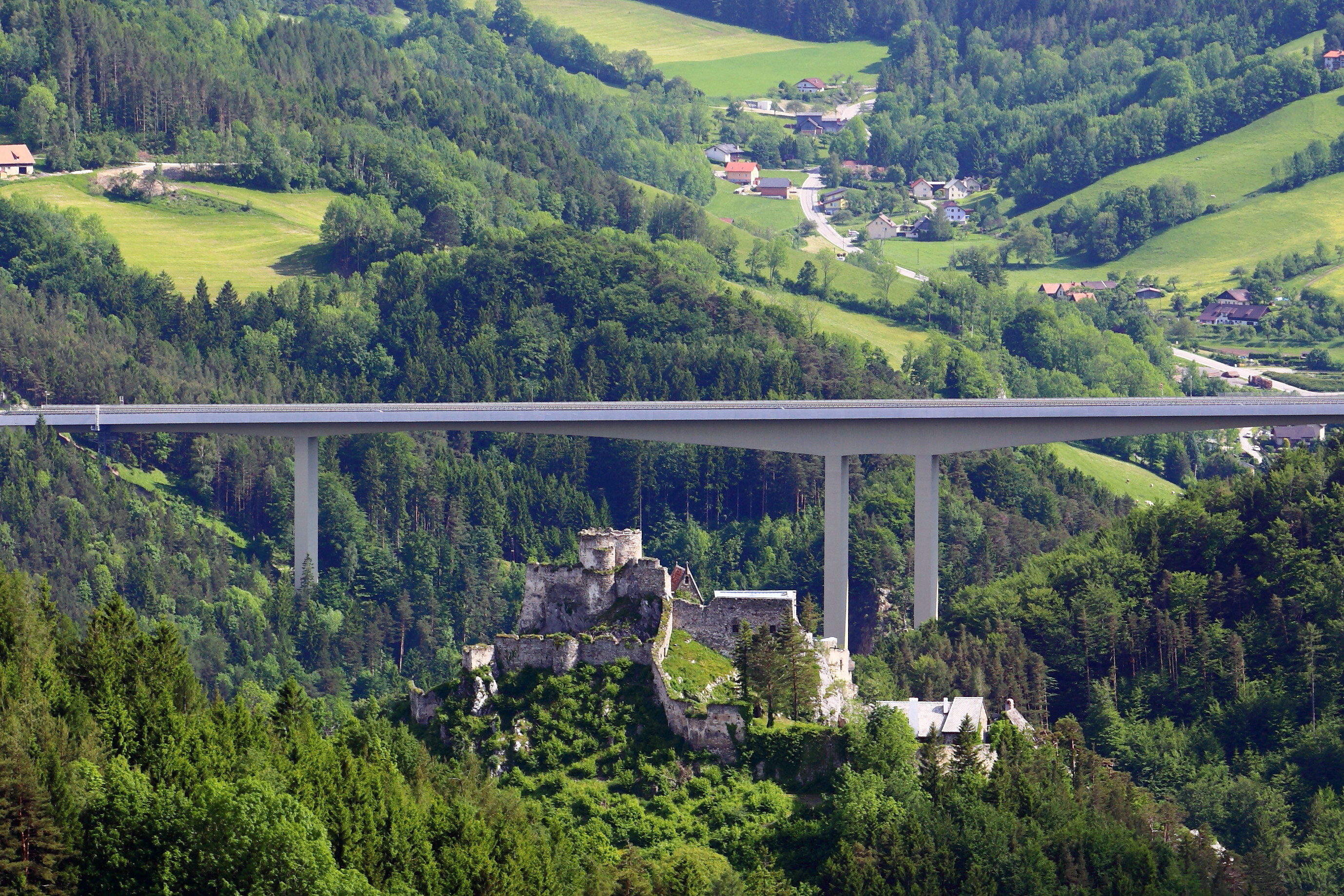
Talübergang Schottwien, davor die Burgruine Klamm

Der Talübergang Schottwien zählt mit 130 m Höhe und einer Länge von 632 m zu den großen Straßenbrücken Österreichs. Die Spannweite des längsten Teiles bildet mit 250 m eine der längsten Betonbalkenbrücken. Sie wurde 1989 eröffnet. Durch auftretende Baumängel fielen vor der Eröffnung kleinere Betonteile zu Boden, wodurch sie im Volksmund den Spitznamen Bröselbrücke erhielt. Diese Mängel wurden umgehend, noch vor der Verkehrseröffnung, behoben.